# Boksitogorsk
Boksitogorsk (rusky Бокситогорск) je město v Leningradské oblasti v Ruské federaci. Při sčítání lidu v roce 2010 měl přes šestnáct tisíc obyvatel.

## Poloha a doprava
Boksitogorsk leží na řece Pjardomlja, přítoku Voložby v povodí Sjasu. Od Petrohradu, správního střediska oblasti, je vzdálen přibližně 230 kilometrů východně.
Do samotného Boksitogorsku sice vedou koleje pro nákladní dopravu, ale nejbližší osobní nádraží je Bolšoj Dvor ležící zhruba dvacet kilometrů severně od města na železniční trati Petrohrad – Vologda – Kirov uvedené do provozu v roce 1906. Rovněž severně od města prochází dálnice A114 z Vologdy do Nové Ladogy u Petrohradu.

## Dějiny
Už od roku 1869 jsou z oblasti doloženy zprávy o červených kamenech na území budoucího města. V roce 1916 zdejší vzorky začali zkoumat geologové z Petrohradu a následně zde začala v roce 1929 těžba bauxitu a vzniklo zde hornické sídlo. To se stalo pod jménem Boksitogorsk (odvozeným od ruského označení bauxitu boksit) v roce 1935 sídlem městského typu a v roce 1950 městem.

### Rodáci
- Michail Leonidovič Gromov (* 1943), matematik
- Kristina Alexandrovna Triščuková (* 1985), házenkářka